# HyperLogLog
Pour les articles homonymes, voir HLL.
HyperLogLog (HLL) est un algorithme probabiliste de dénombrement d’éléments uniques dans un ensemble. Il fournit une réponse approchée du vrai résultat.
Le calcul du résultat exact demande un espace mémoire proportionnel à la taille de l’ensemble dans lequel s’effectue le dénombrement, un tel espace peut être irréalisable en pratique.
Les estimateurs probabilistes utilisent un espace mémoire bien plus réduit, en contrepartie le résultat est fourni avec une marge d’erreur.
HyperLogLog est une amélioration de l’algorithme LogLog